# Урочище Угринів
Урочище Угри́нів — ботанічний заказник місцевого значення в Україні. Розташований на північний захід від села Угринів Тернопільського району Тернопільської області, у кв. 50, вид. 22 Підгаєцького лісництва Бережанського державного лісомисливського господарства, у межах лісового урочища «Буда».
Площа — 11 га. Створений відповідно до рішення Тернопільської обласної ради від 18 березня 1994. Перебуває у віданні Тернопільського обласного управління лісового господарства.
Під охороною — місце зростання, відтворення та відновлення підсніжника звичайного (занесений до Червоної книги України).
2010 року увійшов до складу заказника місцевого значення «Буда».